# Duan Jingli
Duan Jingli (em chinês:  段 静莉; Luoyang, 8 de março de 1989) é uma remadora chinesa, medalhista olímpica

## Carreira

### Rio 2016
Duan competiu nos Jogos Olímpicos de 2016, onde competiu no skiff simples e conquistou a medalha de bronze.